# ر. تي مور
ر. تي مور (بالإنجليزية: R. T. Moore)‏ هو لاعب كرة قدم أمريكي في مركز الدفاع، ولد في 7 يناير 1976 في روكفورد في الولايات المتحدة. لعب مع تامبا باي موتيني.

## وصلات خارجية
- ر. تي مور على موقع الدوري الأمريكي (الإنجليزية)
- ر. تي مور على موقع قاعدة بيانات كرة القدم.إي يو (الإنجليزية)